# Trankopfer

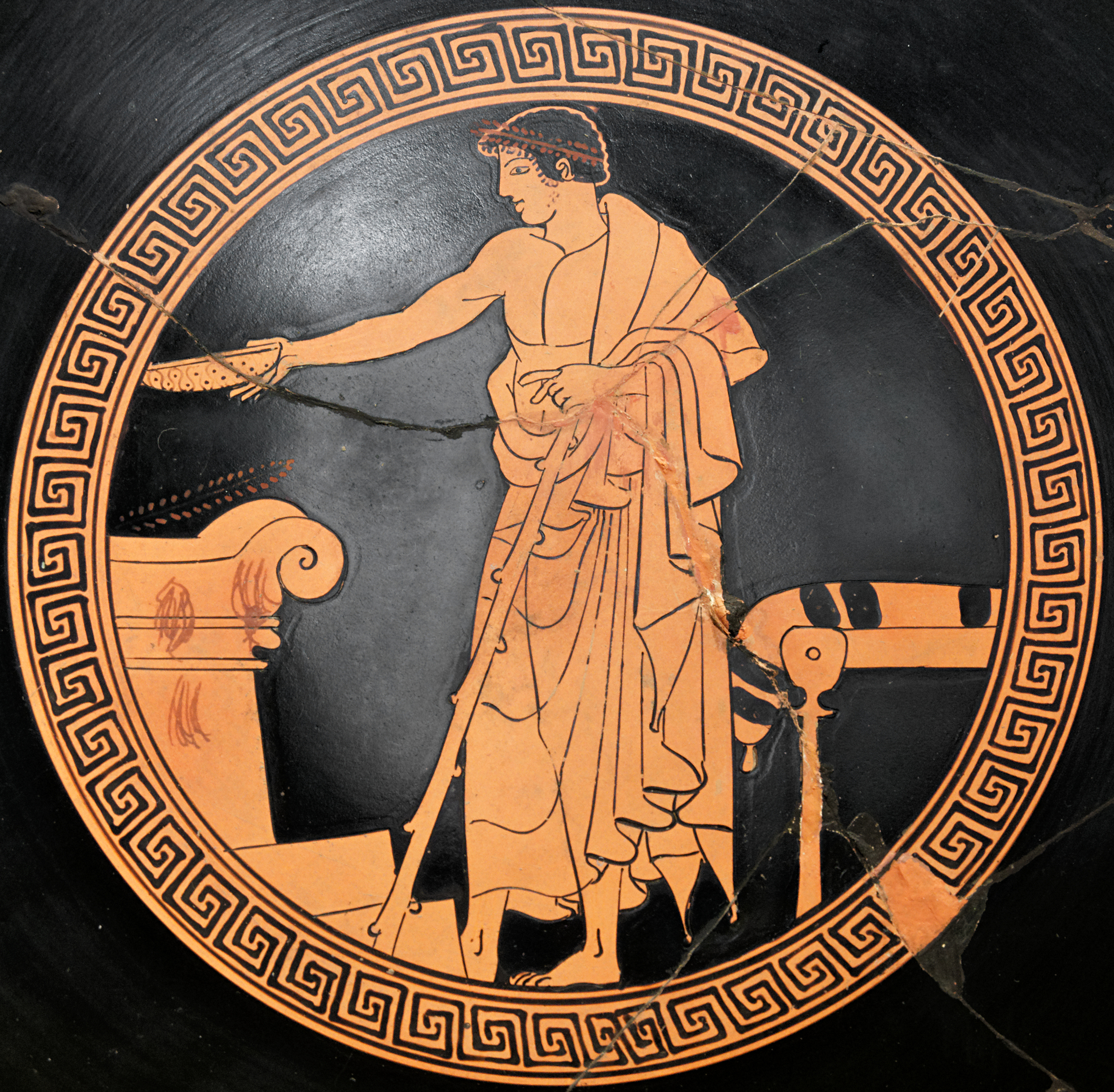
Darstellung des Trankopfers auf einer attischen Phiale, um 480 v. Chr.

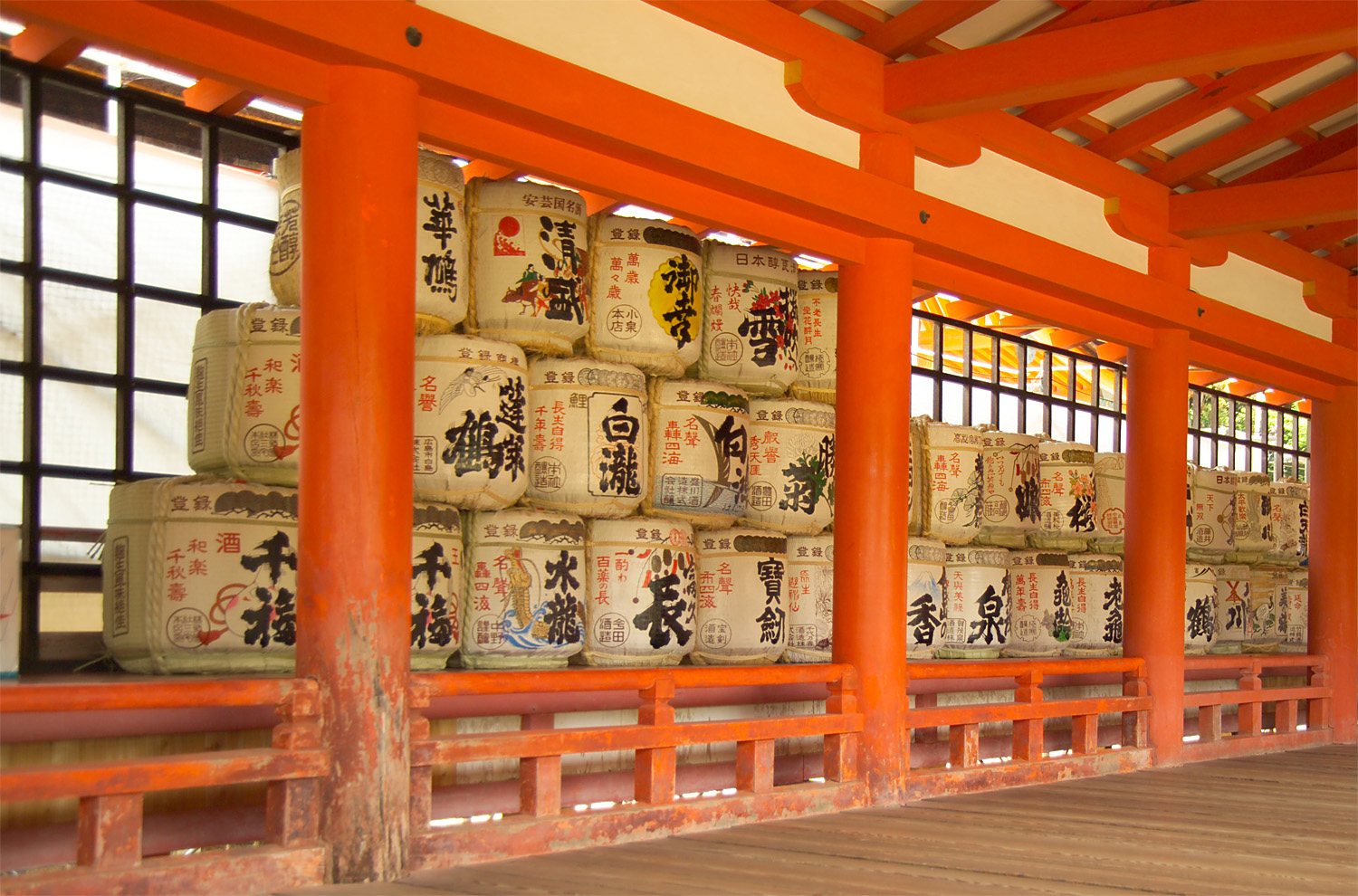
Sake-Fässer im Itsukushima-Schrein, Japan

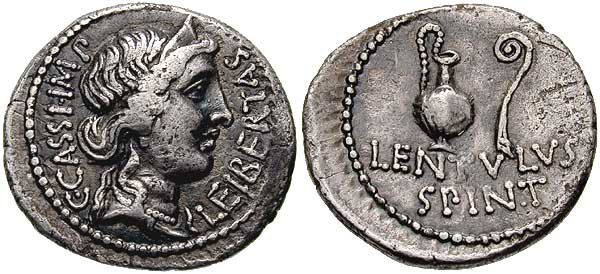
Darstellung von Lituus (Krummstab der Auguren) und Guttus (gehenkelter enghalsiger Krug für Libationen) auf einer römischen Münze, 42 v. Chr.

Das Trankopfer oder die Libation (von lateinisch libatio „Trankopfer“) ist eine Form des religiösen Opfers. An Kultstätten, aber auch an profanen Orten werden Flüssigkeiten über einem geweihten Objekt vergossen. Das Trankopfer wurde selbständig oder zusammen mit anderen Opfergaben dargebracht (oft als Teil eines Speiseopfers). In Verbindung mit blutigen Opfern wurde die Flüssigkeit zu Anfang und Ende des Ritus über den brennenden Opfertieren ausgegossen. Selbständige Trankopfer geschahen beim altgriechischen Eid (spondē, bedeutet auch „Vertrag“) oder im Totenkult mit dem Weihguss (altgriechisch choē) aus ungemischtem Wein direkt auf den Erdboden. Das Ritual konnte von eigens hinzugezogenen Weihgussträgerinnen durchgeführt werden; nach diesen Choephoren ist der zweite Teil von Aischylos Orestie benannt.

## Geschichte
Durch archäologische Funde sind Gefäße für Trankopfer seit der Jungsteinzeit belegt, im östlichen Mittelmeerraum (Ägypten, Kreta, Kleinasien) und in Mesopotamien aus frühgeschichtlicher Zeit. Schriftzeugnisse geben Hinweise auf Verbreitung und Praxis der Libation. Der Göttin Hathor war eine eigene Hymne über ihr Trankopfer (altägyptisch qebech, die entsprechende Hieroglyphe W15 zeigt einen Wasserspender) gewidmet, das Buch 4. Buch Mose (Numeri 28–29) wies die Israeliten detailliert an, wie sie ihre Trankopfer neben Feuer- und Speiseopfern durchzuführen hatten.

## Verbreitung
Eine Vielzahl von Religionen hat Trankopferformen entwickelt, die nicht selten auf einer langen Tradition beruhen. Das indische Ghee (geklärte Butter) spielt häufig eine libatorische Rolle in vedischen Ritualen, die bis ins 13. Jahrhundert v. Chr. zurückdatieren. Beim japanischen Shintō, dessen Wurzeln in einem vor-buddhistisch überprägten Animismus liegen, geschieht die Kulthandlung in einem Schrein üblicherweise mit geweihtem Sake (selten mit Bier), im privaten Bereich kann auch frisches Wasser zur Anwendung kommen, das in schmucklosen Porzellan- oder Metallschalen dargebracht wird.
In der griechischen und römischen Religion war das Trankopfer aus Flüssigkeiten wie Wasser, Milch, Honig, Wein oder Öl die häufigste Kulthandlung. Es geschah morgens und abends, zum Gebet, beim Eid, bei Antritt einer Reise oder auch bei Symposien und Gastmählern. Trankopfer gehörten so selbstverständlich zur religiösen Sphäre, dass selbst Götter bei dieser Kulthandlung dargestellt wurden und die Trankopferschale zum eigentlichen göttlichen Attribut wurde. Der große Bedarf an Trankopfern inspirierte Heron von Alexandria zu einem in seinem Werk Pneumatika beschriebenen Automaten: Eine lose Holzscheibe deckte ein gefülltes Spendergefäß ab; deren Gewicht drückte die Flüssigkeit, nachdem ein Geldstück eingeworfen worden war, durch ein Rohr nach oben, wo sie der Gläubige auffangen konnte.
Auch Kelten und Germanen kannten Trankopfer, wobei die Menge der beim Opfer vergossenen Substanz im Verlauf der Geschichte mehr und mehr abnahm und zum Schluss nur noch ein paar Tropfen betrug.

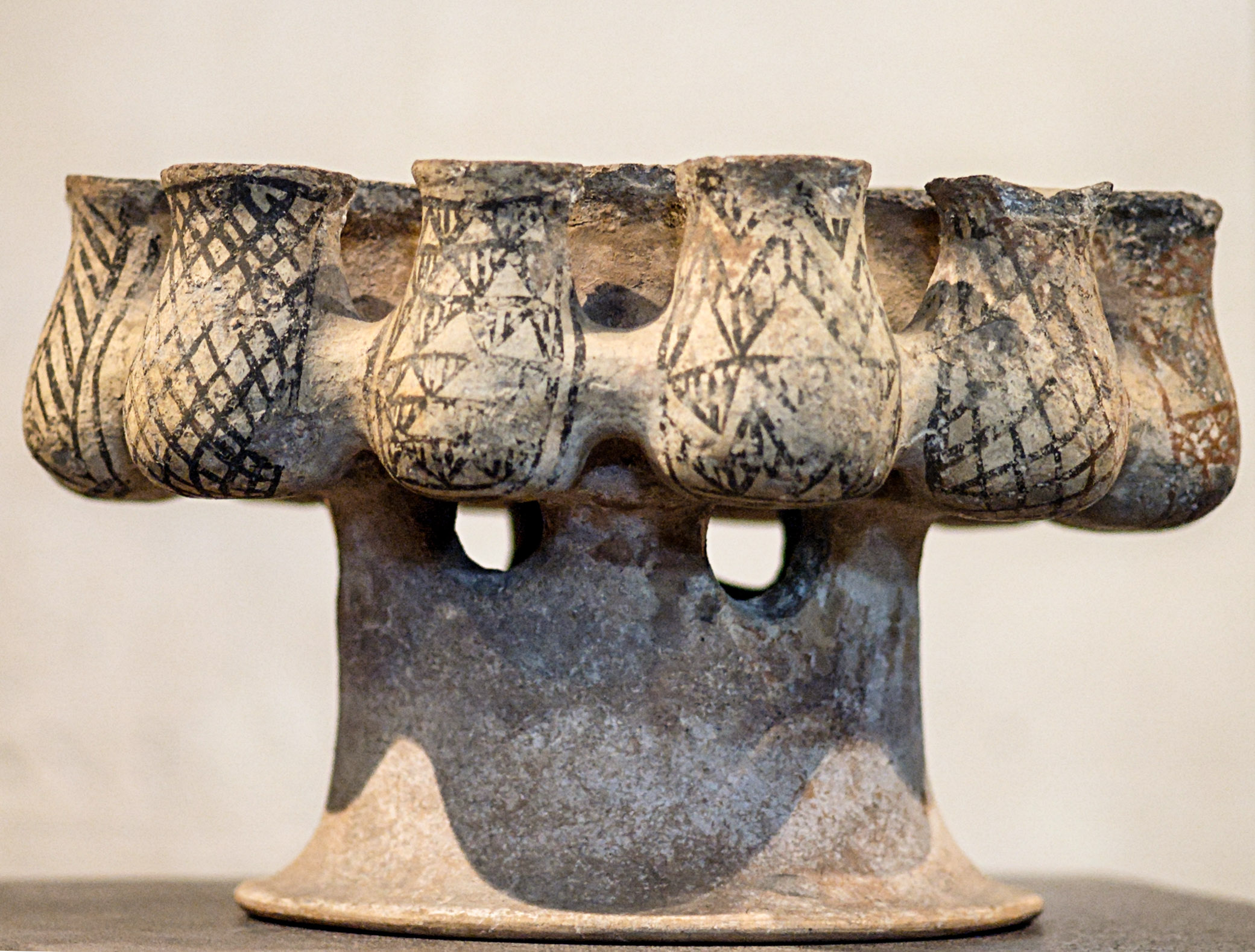
Keramischer Kernos aus Phylakopi, Insel Melos

## Opfergefäße
Die beim Trankopfer verwendeten Gefäße unterschieden sich in der Regel von denen für den Alltagsgebrauch. Ein gängiges Gefäß war das Rhyton, libiert wurde auch mittels Phiale bzw. Patera (beides Opferschalen) und Guttus (eine Opferkanne). Die Begriffe für das Trankopfer hießen im Griechischen spondē (danach benannt auch der Spondeus als üblicher Versfuß der Trankopfergesänge), loibē und choē, oder für das Weinopfer oinosponda und beim chthonischen Kult nēphalia sowie im Lateinischen libatio.